# 重工業
重工業（じゅうこうぎょう）とは以下の要素のいくつかを含む製造を行う産業である： 1) 大型で重い機器および設備 (重機、大型工作機械、巨大な建築物、大規模なインフラストラクチャなど)　2) 複雑なプロセスを伴う　3) 多数のプロセスを伴う。 これらの要因により、重工業は軽工業よりも資本集約度が高く、投資と雇用の循環がより激しくなることがある。特に国家における兵器・武器製造を行う特殊産業の一面を有しており、昨今の世界的な国家安全保障面の強化において重大な役割を担う基幹産業の一面を有している。
重工業は、経済発展と工業化にとって重要だが、重大な負の副作用をもたらす可能性もある。重工業は空気と水の両方を汚染する副産物を生成する傾向があり、地域社会と労働者の両方が頻繁に健康上のリスクにさらされる。また産業サプライチェーンとしての鉱業や輸送も環境問題に関与している。 重工業は気候変動の原因となる温室効果ガスも多く排出しており、特に金属加工やセメント生産で使用される高熱プロセスは脱炭素化が困難である。 鉱業は化学的に分解できない重金属の汚染をもたらし、環境に非常に有害である。

## 種類と歴史
運輸と建設は、その上流の資本集約的な製造業とともに、工業化時代を通じて重工業の大部分を占めている。19 世紀半ばから 20 世紀初頭にかけての特徴的な例として、鉄鋼・大砲・機関車・工作機械の製造、および大掛かりな採掘が挙げられる。19 世紀後半から 20 世紀半ばにかけて、化学産業と電気事業が発展したが、それらは重工業と軽工業の両方を含んでいた。これは直後の自動車産業と航空機産業にも当てはまる。 現代の造船 (鉄鋼が木材に取って代わったため) や船のターボチャージャーなどの大型部品も、重工業に含まれる。 第二次世界大戦後の超高層ビルや大規模ダムの建設、21 世紀の大型ロケットや巨大風力タービンの製造/配備などの大規模システムは重工業の特徴といえる。

## 経済戦略の一環として
東アジア諸国は開発戦略の重要な部分として重工業を位置づけており、多くの国々は依然として経済成長の根幹と考えている。この重工業への依存は、政府の経済政策の課題である。 名前に「重工業」を含む日本と韓国の企業の多く（日本の三菱重工業や川崎重工業、石川島播磨重工業（現：IHI）、富士重工業、韓国の現代ロテムなど）は、各政府の航空宇宙産業の製造業者であり、防衛産業請負業者でもある。
20 世紀の共産主義国家では、経済計画は（需要のある消費財の増産への投資を犠牲にして）大規模な投資分野として、重工業に焦点を当てることが多かった。ある時には痛みを伴う機会損失を被るまでになった（「銃がたくさんあり、バターが足りない」と言われた）。これは、外国の資本主義勢力との軍事的同等性を維持できないという恐れが動機となった。たとえば、1930年代のソビエト連邦の工業化では、重工業が重視され、トラック、戦車、大砲、航空機、および軍艦を生産する能力を、国を大国にするレベルまで引き上げようとした。毛沢東下の中国も同様の戦略を追求し、最終的には1958年から1960年の大躍進政策で最高潮に達した。農産物の生産を著しく下げ、使用可能な品質の工業製品の生産量を増加させることができず、急速な工業化および集団化の試みは失敗に終わった。

## 土地区画整理事業
重工業は地域の土地区画整理法で特別に指定されることもあり、環境、インフラストラクチャ、および雇用に、大きな影響を与える産業を計画的に配置することができる。例えば、埋め立て地の区画整理は、通常、そこに通じる道路に摩耗をもたらしコスト増につながる、大型トラックの通行を考慮に入れている。

## 環境への影響
2019年現在、重工業は世界の温室効果ガス排出量の約22%を排出している。重工業の高温熱は、世界の排出量の約10%である。
鉄鋼産業だけでも世界の二酸化炭素排出量の7～9%を占めている。これらの二酸化炭素排出量を削減するために、炭素の回収・利用、および貯留の技術が検討されている。重工業は、回収・貯留の技術を適用するのにエネルギー集約的でないという利点があり、空気からの直接回収と比較してより安価に行える。

## 汚染
放射性物質の不適切な廃棄、石炭や化石燃料の燃焼、液体廃棄物の環境への放出などの産業活動は、水、空気、野生生物への汚染源となっている。
水質汚染に関しては、廃棄物が環境に放出されると、利用可能な水供給の質に影響を与え、生態系に悪影響を及ぼし、農場で灌漑用に使用される水が作物に影響を与える。重金属濃度は、特定のしきい値を超えると植物の汚染につながり、致命的になる可能性がある。
重金属は土壌を汚染し、耕地の質を悪化させ、食の安全（野菜や穀物など）に悪影響を与えることも示されている。人間や他の多くの動物は、これらの植物種を食料源として頼っている。重金属は、生物濃縮を通じて生態系に影響を与える可能性がある。つまり植物が土壌からこれらの金属を拾い上げ、食物連鎖のより高いレベルへ金属が移動する開始点となり、最終的には人体に到達する。
汚染の結果として、大気中に放出された有毒化学物質は、吸収される放射線の増加により、地球温暖化にも影響する。鉛・クロム・カドミウム・砒素などの重金属は、粉塵の落下粒子を形成し、人体に有害であり、後者の2つは発癌性物質である。大人よりも大気汚染の影響を受けやすい子供たちが産業ベースの大気汚染に長期的または短期的にさらされると、心血管疾患、呼吸器疾患、さらには死亡など、いくつかの悪影響を受ける可能性がある。

## 被害地域
被害地帯または地域(national sacrifice zoneまたはnational sacrifice areaと呼ばれることが多い) は、深刻な環境変化または経済的投資の減少によって、多くの場合、局所的に望ましくない土地利用(locally unwanted land use, LULU) によって恒久的に損なわれた地域である。 これらの地域は、低所得者やマイノリティのコミュニティに最も多い。ジョー・サッコ、Chris Hedges、Steve Lerner などのコメンテーターは、企業のビジネス慣行が被害地域の原因となっていると主張している。国連による 2022年の報告書は、世界中の何百万人もの人々が汚染被害地域、特に重工業や鉱業に使用される地域に住むことに警鐘を鳴らしている。